# Tres sombreros de copa
Tres sombreros de copa es una comedia del escritor, periodista y dramaturgo español Miguel Mihura. Es su primera  comedia, escrita en 1932, publicada en 1947 y representada veinte años después, en 1952. Comedia que figura entre las más destacadas del teatro español del siglo XX y que suponía una renovación del género, incorporando elementos que más adelante se encuentran en el teatro del absurdo. Principalmente por ella, a su autor se le ha considerado uno de los mejores comediógrafos del teatro español del siglo XX.
En Tres sombreros de copa, Mihura contrapone, mediante una feliz convivencia de lo poético y sentimental con lo humorístico y satírico, dos mundos: el burgués, hipócrita, rígido y limitado por una aparente y estricta moral, y otro, despojado de la rutina y los convencionalismos del primero, libre y vital, pero igualmente engañoso. Dos mundos a los que «solo salva la humanidad de Dionisio y Paula», sus protagonistas.

## Contexto y obra
La guerra civil española, si cortó los intentos renovadores del teatro español, destacando en esos intentos el teatro de Valle-Inclán y el de Federico García Lorca, no modificó el panorama presente en los teatros españoles con anterioridad a la II República, con un teatro decimonónico, ignorante de la «gran reforma» que se estaba dando en el teatro occidental. En las salas de teatro siguieron estrenando aquellos autores que ya lo venían haciendo con regularidad en tiempos anteriores a la II República. Obras destinadas al público burgués que llenaba esas salas (único que podía permitirse sus precios). El teatro español siguió dominado por estos autores, sumándose aquellos que se posicionaron a favor de los rebeldes en la contienda y posteriormente se adhirieron al "Régimen", y aquellos que desarrollaron un teatro amable, de entretenimiento, libre de contestación. Un teatro que continuaba de espaldas a los cambios y la renovación que seguía dándose en el teatro occidental. En un principio, pocos autores pueden escapar a esa consideración, y como excepciones se encontrarían Jardiel Poncela y Miguel Mihura, representantes ambos de la llamada "comedia del disparate"; género que sin poder asimilarlo al Teatro del absurdo, sí guardaría ciertos paralelismos, en casos, considerándosele antecedente de este.
A Miguel Mihura se le ha encuadrado en la comedia del teatro español de posguerra; no obstante, con su comedia Tres sombreros de copa, aunque estrenada en 1952, escrita en 1932, se le puede incluir igualmente entre aquellos que iniciaron en aquel tiempo el camino de la renovación del teatro español. En 1932 García-Lorca escribe Bodas de Sangre, Jardiel Poncela está iniciando su carrera como dramaturgo y Alejandro Casona no había comenzado la suya, tiempos del esperpento de Valle-Inclan y del "teatro imposible" de Lorca. Y 1932, anterior en diecisiete años a la escritura de La cantante calva de Ionesco, obra destacada del teatro del absurdo con la que en ocasiones se ha comparado Tres sombreros de copa.

Y de pronto, sin proponérmelo, sin la menor dificultad, había escrito una obra rarísima, casi de vanguardia, que no solo desconcertaba a la gente sino que sembraba el terror en los que la leían. Yo era, por tanto, como ese huevo de pato que incuba la gallina y que, después, junto a los pollitos, se encuentra extraño y forastero y con una manera de hablar distinta. A mí no me entendía nadie y, sin embargo, yo entendía a todos. Y mi manera de hablar me parecía perfectamente comprensible.
Mihura

Tres sombreros de copa supone, por su originalidad, una ruptura con el teatro cómico anterior. Mihura la escribió en unos tres meses; la creó, según sus propias declaraciones, «sin esfuerzo», «con facilidad, con alegría, con sentimiento». Consideraba que había encontrado con esta obra un estilo propio y sin influencias ajenas, y se mostró orgulloso de su «virtud melódica», de su ritmo, de «esa cadencia especial que sonaba a verso».
Cuando Mihura la dio a conocer a varios empresarios y actores en 1932, estos no la entendieron y la obra quedó sin estrenarse durante 20 años, hasta que en 1952 el Teatro Español Universitario (TEU) la estrenó en una única sesión de cámara, dirigida por Gustavo Pérez Puig en el Teatro Español de Madrid. El público, compuesto en gran parte por gente joven, la acogió con gran entusiasmo; aunque poco después, ante el éxito de esa sesión, estrenada en régimen comercial, supuso un fracaso ante el público habitual de los teatros, retirándose de cartel tras 48 representaciones.
Tres sombreros de copa también supone el mayor esfuerzo del autor por construir un nuevo tipo de comedia.  Posteriormente, paulatinamente su teatro se va conscientemente acomodando a los gustos del público de su época, que no difería en mucho de aquel otro que a finales del siglo XIX y principios del siglo XX frenaba cualquier intento de renovación teatral.

Este estilo que yo tengo a una gran parte del público le resulta así como un poco raro, y como yo escribo para el público —puesto que de el vivo siempre—, me llevo unos malos ratos terribles cuando veo que la gente apenas entiende nada de lo que pasa en mis funciones y de lo que dicen mis personajes.

No me refiero, claro está, al público del estreno ni de las primera cincuenta o sesenta representaciones, que es un público preparado y que puede decirse que le siguen a uno y, por tanto, ya saben a qué atenerse.
Hablo de ese otro público que va al teatro porque han oído por la radio una obra que se anuncia mucho, o ese otro público de provincias -señoras en su mayoría- que van al teatro a ver los modelos que luce la primera actriz. 
Si los críticos a los que tanto tengo que agradecer, asistieran en Madrid a esas últimas representaciones de una comedia mía, ya con tres o cuatro filas de butacas, o a cualquiera de esas representaciones en provincias, comprenderían la tristeza que le causa al autor ver un público completamente despistado que no sabe cuando se tiene que reír y cuando no se tiene que reír, y si lo que está oyendo lo debe tomar en serio o en broma.

Y comprenderían entonces esos críticos que a veces me reprochan seguir una línea que no es la mía, las razones que tengo para intentar hacer otro teatro más fácil. Creo honestamente que la señora o el caballero que pagan cuarenta pesetas por butaca tienen derecho a ser complacidos en sus gustos, a menos que esos sean repugnantes.
Mihura, El teatro de Mihura visto por Mihura, Primer acto Nº 3

## Argumento[15]
La historia transcurre en un hotel de provincias, en la «habitación de un hotel de segundo orden», «en una capital de provincia de segundo orden» de algún lugar de Europa, la noche en la que se hospeda en él, Dionisio, su protagonista, a la espera de su boda, que se celebrará al día siguiente. En el intervalo de esas horas, llega a conocer a Paula, joven bailarina de una compañía de revistas, de paso por la ciudad, que actuará en ella también el día siguiente. La presencia de Paula y la troupe de la compañía le descubre un mundo que le era desconocido, y hace que Dionisio reconsidere su intención de casarse, para marcharse con Paula. Finalmente, resignado, sale del hotel en dirección a su boda.

### Personajes
Dionisio: Se trata de un joven  tímido, sin voluntad, acomodado a los convencionalismos sociales. Aspira sin entusiasmo a un matrimonio también convencional porque «todos los señores se casan a los veintisiete años» y «porque ir al fútbol siempre, también aburre». La presencia de Paula y la algarada y aparente alegría de la troupe le despiertan del letargo de su vida anodina: «¡Yo nunca he sido tan feliz!», «unas horas solamente todo me lo han cambiado». 
Paula, «una maravillosa muchacha rubia de 18 años», es una de las bailarinas del ballet de Buby Barton. Es una chica sencilla, alegre, también ingenua, acostumbrada para sobrevivir,  a alternar con los «señores odiosos» de las ciudades que visita con la troupe. Confundiendo a Dionisio con un compañero de profesión llega a sincerarse con él, viéndole como aquel con el que poder marchar para escapar de la sordidez de su existencia.

Paula. [una vez deshecho el engaño] ¡Un novio en cada provincia y un amor en cada pueblo! En todas partes hay caballeros que nos hacen el amor... ¡Lo mismo es que sea noviembre o que sea en el mes de abril! ¡Lo mismo que haya epidemias o que haya revoluciones...! ¡Un novio en cada provincia...! ¡Realmente es muy divertido...! Lo malo es, Dionisio, lo malo es que todos los caballeros estaban casados ya, y los que aún no lo estaban escondían ya en la cartera el retrato de una novia con quien se iban a casar... Dionisio, ¿por qué se casan todos los caballeros...? ¿Y por qué, si se casan, lo ocultan a las chicas como yo...? ¡Tú también tendrás ya en la cartera el retrato de una novia...! ¡Yo aborrezco las novias de mis amigos...! Así no es posible ir con ellos junto al mar... Así no es
posible nada... ¿Por qué se casan todos los caballeros...?

Don Rosario, anciano bonachón que rige el hotel. Lo ha regido durante toda su vida, tratando a los huéspedes como trataría a ese hijo que perdió en un desgraciado accidente, con una afabilidad empalagosa que sobrepasa el disparate.
Don Sacramento, inefable padre de la novia y digno representante del puritanismo de aquella ciudad de provincias.
Buby Barton, engañoso novio de Paula, bailarín negro que dirige a su troupe dentro y fuera del escenario, en ocasiones haciendo alardes de brutalidad, propiciando el encuentro de sus bailarinas con los odiosos señores de provincias como otro medio de supervivencia de la compañía.
Otros personajes son los miembros de la troupe: las bailarinas Fanny, Sagra, Trudy, Carmela, y Madame Olga, la mujer barbuda. Y como representantes de la burguesía de la provincia que se han acercado al hotel en busca de diversión: El señor odioso (el más rico de la provincia), El anciano militar, El cazador astuto, El romántico enamorado, El guapo muchacho y El alegre explorador.

### Trama
Primer acto:
La puerta de la habitación se abre y aparecen Dionisio y Don Rosario, entablando una conversación disparatada en la que hablan de las luces que se ven desde balcón de la habitación hasta de la futura boda de Dionisio. Don Rosario se despide dándole las buenas noches a Dionisio, pero antes de irse don Rosario, Dionisio telefonea a su novia. 
Al quedarse solo, se entretiene jugando con los sombreros de copa que tiene preparados para su boda, tres porque ninguno de ellos le sienta bien. En medio del juego, entra Paula por la puerta que daría a la habitación que ocupa, cerrándola tras de sí, impidiendo el paso a Buby. Cada uno a un lado de la puerta entablan una discusión propia de novios. Cuando dejan de discutir, Paula inicia un interrogatorio sobre la vida de Dionisio, la presencia de los tres sombreros de copa permite a este pasar por malabarista, entendiendo Paula que se trata de un compañero de profesión que actuará como ellos en el Music Hall al día siguiente.  Finalmente entra Buby entablándose una conversación entre los tres mientras el teléfono no para de sonar sin que Dionisio lo descuelgue, anteponiendo las más descabelladas disculpas ante los requerimientos de Paula y Buby. Finalmente, les interrumpen las demás chicas del Music Hall invitándoles a una fiesta en la habitación de al lado.
'Segundo acto o segunda hélice:'
Han pasado dos o tres horas. Buby y Paula descubren el engaño al público, la discusión mantenida entre ambos fue fingida para procurar embaucar al huésped que se encontrara en la habitación de al lado, intento del que desisten al pensar que se trata de un compañero de profesión en parecida situación a la de ellos. Todos están bailando y bebiendo en la fiesta. Dionisio abrumado decide irse de la fiesta, Paula intenta retenerlo y Buby insiste a Paula que desista y que se quede en la fiesta para intentar sacar algún provecho de los asistentes. Llegado un momento Paula y Dionisio encuentra a solas, Paula ve en Dionisio al compañero aún no maleado por la sordidez del ambiente con el que poder escapar; Paula y Dionisio se abrazan y se besan; en ese momento, Buby entra en escena golpeando a Paula en la cabeza, dejándola inconsciente tirada en el suelo. Dionisio recoge a Paula del suelo en el mismo instante en el que vuelve a sonar el teléfono. Esta vez sí contesta. En la conversación telefónica, Margarita, su novia, le dice que su padre se dirige hacia allí. 
Tercer acto:
Continuación del segundo. Ante la llegada de don Sacramento, el padre de Margarita, la futura esposa de Dionisio, Dionisio esconde a Paula, inconsciente, tras la cama. Entra en escena Don Sacramento tachando a Dionisio, en una conversación disparatada, de bohemio, advirtiéndole que debe ser una persona honorable para casarse con su hija Margarita. Al marcharse don Sacramento sale Paula de su escondrijo, ya consciente y con conocimiento de la vida de Dionisio. Si en un principio ella habría querido irse con él como su partenaire, ahora es él el que quiere aprender el oficio de malabarista para irse con ella. Don Rosario los interrumpe, Paula ha quedado escondida tras un biombo, el coche del novio está esperando, Dionisio apenas puede despedirse de Paula más que por señas.
Cuando estos salen de escena Paula abandona el escondite y se acerca al balcón para ver como se aleja el coche con Dionisio camino de su boda. «Ve los tres sombreros de copa y los coge... Y, de pronto, cuando parece que se va a poner sentimental, tira los sombreros al aire y lanza el alegre grito de la pista: ¡Hoop! Sonríe, saluda y cae el TELÓN».

### Objetos
En Tres sombreros de copa (su título se trata ya de objetos) los objetos adquieren una especial relevancia, contribuyen a construir el absurdo al tiempo que forman parte de la narración: las tres lucecitas que se ven desde la ventana de la habitación que nunca ha visto Don Rosario pero que muestra Dionisio, las tres blancas o una roja y dos blancas, que se apagarán al amanecer; el propio hotel; los cuatro conejos etiquetados con el precio del cazador astuto convertidos posteriormente en gatos y finalmente en ratones muy grandes (grandes porque es un hotel pobre), numerados por Don Rosario porque hay muchos en el hotel; la carraca; el huevo frito para desayunar; el sombrero de baile con el que Dionisio se dirige para asistir a su boda; los tres sombreros de copa que quedan en escena, elementos distintivos de la ceremonia convertidos en sombreros de music hall... A estos objetos, y aun a otros, se les puede atribuir toda una serie de simbolismos y significados.

## Análisis
Miguel Mihura recurre para la composición de esta obra a las tres unidades clásicas: de espacio, de tiempo y de acción. Todo transcurre de madrugada en una habitación de un hotel de segundo orden de una ciudad de provincias (unidad de espacio), en unas pocas horas (unidad de tiempo), y alrededor de una misma anécdota (unidad de acción). Y su argumento, en lo principal, no se aparta de lo convencional. Su carácter innovador se encuentra en el tratamiento de la trama, en lo disparatado de situaciones y diálogos, y en la acción que sobre el escenario generan esas situaciones.
En Tres sombreros de copa, Mihura, bajo la caricatura y el disparate ofrece una visión ácida de la burguesía de provincias, quedando identificada en la descripción del hotel que nos ofrece la disparatada conversación entre Dionisio y Don Rosario en el primer acto; las intervenciones en el tercer acto de don Sacramento, el padre de la novia; y, en contraposición al puritanismo de Don Sacramento, la sordidez de la fiesta improvisada que se vive en el segundo:

DON SACRAMENTO.— [...] Usted tendrá que ser ordenado... ¡Usted vivirá en mi casa, y mi casa es una casa honrada! ¡Usted no podrá salir por las noches a pasear bajo la lluvia! Usted, además, tendrá que levantarse a las seis y cuarto para desayunar a las seis y media un huevo frito con pan...
DIONISIO. A mí no me gustan los huevos fritos...
DON SACRAMENTO. ¡A las personas honorables les tienen que gustar los huevos fritos, señor mío! Toda mi familia ha tomado siempre huevos fritos para desayunar... Sólo los bohemios toman café con leche y pan con manteca.

El mundo del Music-hall abocado a las giras por provincias y a sobrevivir a costa de esa burguesía, producto si se quiere de esa burgesía, se describe mediante el diálogo de Buby con Paula:

BUBY.— Realmente ha sido una mala suerte encontrar un compañero en la habitación de al lado [refiriéndose a Dionisio que accidentalmente se ha hecho pasar por malabarista] ... Pero Paula, las cosas aún se pueden arreglar... ¡La vida es buena! ¡Ha surgido lo que no pensábamos! ¡Un pequeño baile en el hotel! ¡Unos señores que os invitan...! Paula, entre estos señores los hay que tienen dinero... Mira a Fanny. Fanny es lista... Fanny no pierde el tiempo... El militar tiene cruces de oro y hasta cruces con brillantes... Y hay también un rico señor que quiere bailar contigo..., que cien veces te ha invitado para que bailes con él...

PAULA.— ¡Es un odioso señor...!
BUBY.— La linda Paula debía bailar con ese caballero... ¡Y Buby estaría más alegre que el gorrioncillo en la acacia y el quetzal en el ombú!
PAULA.— (Sonriendo, divertida.) Eres un cínico, Buby...
BUBY.— ¡Oh, Buby siempre es un cínico porque da buenos consejos a las muchachas que van con él! (Con ironía.) ¿O es que te gusta el malabarista?
PAULA.— No sé.

BUBY.— Sería triste que te enamorases de él. Las muchachas como vosotras no deben enamorarse de aquellos hombres que no regalan joyas ni bonitas pulseras para los brazos... Perderás el tiempo. ¡Necesitamos dinero, Paula! ¡Debemos todo! ¡Y ese señor es el hombre más rico de toda la provincia!

Paula sería el personaje más humano de la obra, contrapunto de la mediocridad y sordidez que deja entrever la comicidad y el disparate. Ve en Dionisio a aquel que la puede alejar de ese mundo, y en cualquier caso se conforma con tenerlo como amigo, al menos unos pocos días:

PAULA.— ¡Es una lástima que tú no necesites una partenaire para tu número! ¡Pero no importa! Estos días los pasaremos muy bien, ¿sabes...? Mira... Mañana saldremos de paseo. Iremos a la playa..., junto al mar... ¡Los dos solos! Como dos chicos pequeños, ¿sabes? ¡Tú no eres como los demás caballeros! ¡Hasta la noche no hay función! ¡Tenemos toda la tarde para nosotros! Compraremos cangrejos... ¿Tú sabes mondar bien las patas de los cangrejos? Yo sí. Yo te enseñaré..., los comeremos allí, sobre la arena... Con el mar enfrente. ¿Te gusta a ti jugar con la arena? ¡Es maravilloso! Yo sé hacer castillitos y un puente con su ojo en el centro por donde pasa el agua... ¡Y sé hacer un volcán! Se meten papeles dentro y se queman, ¡y sale humo...! ¿Tú no sabes hacer volcanes?

PAULA.— Novia no tendrás tú, ¿verdad...?

DIONISIO.— No; novia, no.
PAULA.— ¡No debes tener novia! ¿Para qué quieres tener novia? Es mejor que tengas sólo una amiga buena, como yo... Se pasa mejor... Yo no quiero tener novio... porque yo no me quiero casar. ¡Casarse es ridículo! ¡Tan tiesos! ¡Tan pálidos! ¡Tan bobos! Qué risa, ¿verdad...? ¿Tú piensas casarte alguna vez? 
DIONISIO.— Regular.

PAULA.— No te cases nunca... Estás mejor así... Así estás más guapo... Si tú te casas, serás desgraciado... Y engordarás bajo la pantalla del comedor... Y, además, ya nosotros no podremos ser amigos más... ¡Mañana iremos a la playa a comer cangrejos! Y pasado mañana tú te levantarás temprano y yo también... Nos citaremos abajo y nos iremos en seguida al puerto y alquilaremos una barca... ¡Una barca sin barquero! Y nos llevamos el bañador y nos bañamos lejos de la playa, donde no se haga pie... ¿Tú sabes nadar...?

En cuanto a Dionisio, ese joven gris, al que no le sienta bien ninguno de los tres sombreros de copa y finalmente va al matrimonio tocado con el sombrero de baile que le coloca Paula porque para ella es el que mejor le sienta, que aspira a ese matrimonio con la insulsa Margarita para escapar de una existencia mediocre:

DIONISIO.— [...] ¡Mañana me caso! Esta es la última noche que pasaré solo en el cuarto de un hotel. Se acabaron las casas de huéspedes, las habitaciones frías, la gota de agua que se sale de la palangana, la servilleta con una inicial pintada con lápiz, la botella de vino con una inicial pintada con lápiz, el mondadientes con una inicial pintada con lápiz... Se acabó el huevo más pequeño del mundo, siempre frito...

Se va a encontrar que en el matrimonio deberá desayunar todos los días, a las seis y media de la mañana, esos huevos fritos que tanto detesta.

## Representaciones destacadas
- Teatro (1952). Estreno, Teatro Español Universitario, Madrid. Dirección: Gustavo Pérez Puig. Intérpretes: Gloria Delgado, José María Prada, Agustín González, Juanjo Menéndez, Fernando Guillén.
- Teatro (1952). Estreno comercial, Teatro Beatriz de Madrid. Intérpretes: Luis Prendes, María Luisa Romero, Agustín González, José María Prada y Vicente Parra.
- Televisión (16 de noviembre de 1966), en el espacio Estudio 1 de TVE. Intérpretes: Agustín González, Tota Alba, Amparo Baró, Jesús Puente, Laly Soldevila.
- Teatro (1969), Teatro María Guerrero, Madrid. Dirección: José Luis Alonso. Intérpretes: Alfonso del Real, Rafael Arcos, Lola Cardona, Julia Trujillo, Félix Navarro, Ana María Ventura.
- Televisión (6 de noviembre de 1969), en el espacio Teatro de siempre de TVE. Intérpretes: Manuel Galiana, María José Alfonso y José Segura.

- Televisión (20 de abril de 1978), en el espacio Estudio 1 de TVE. Dirección y realización: Fernando Delgado. Intérpretes: María José Goyanes (Paula), Luis Varela (Dionisio), Antonio Iranzo (Buby), Mara Goyanes (Fany), Alberto Fernández, Lola Mateos (Lola Mateo), José Segura (el Cazador astuto), Aurora Pastor, Alberto Martínez, L. F. Lasso de la Vega, José María Prada (Don rosario), Florinda Chico (Madame Olga), Guillermo Marín (Don Sacramento) y José Bódalo (un Odioso señor).

- Teatro (1983), Teatro María Guerrero de Madrid. Dirección: José Luis Alonso. Intérpretes: Alfonso del Real, Manuel Galiana, Verónica Forqué, Julia Trujillo, Félix Defauce y José Segura.
- Teatro (1992), Teatro Español de Madrid. Dirección: Gustavo Pérez Puig. Escenografía: Gil Parrondo. Intérpretes: Luis Merlo, Luis Prendes, Yolanda Arestegui, Félix Navarro, Paloma Paso Jardiel, Nicolás Romero, Elvira Quintillá, Fernando Delgado.